# Maurice Cappé
Elie Maurice Cappé (* 17. Februar 1887 in Méru; † 17. September 1930 in Paris) war ein französischer Autorennfahrer.

## Karriere als Rennfahrer
1923 wurde das 24-Stunden-Rennen von Le Mans zum ersten Mal ausgefahren. Einer der Teilnehmer des Debüts dieses 24-Stunden-Rennens war Maurice Cappé. Er war Partner von Jean Douarinou auf einem Werks-Georges Irat 4/A3. Das Duo erreichte den 16. Rang in der Gesamtwertung.

## Statistik

### Le-Mans-Ergebnisse
| Jahr | Team                     | Fahrzeug          | Teamkollege    | Platzierung | Ausfallgrund |
| ---- | ------------------------ | ----------------- | -------------- | ----------- | ------------ |
| 1923 | Automobiles Georges Irat | Georges Irat 4/A3 | Jean Douarinou | Rang 16     |              |